# Янсон, Рудольф Алексеевич
Рудо́льф Алексе́евич Янсон (6 марта 1939 — 16 мая 2021) — российский лингвист, доктор филологических наук, профессор, с 2011 года — заведующий кафедрой филологии Юго-Восточной Азии и Кореи Восточного факультета СПбГУ, в 1998—2011 годах являлся заведующим кафедрой филологии Китая, Кореи и Юго-Восточной Азии восточного факультета, специалист по бирмановедению.

## Биография
По окончании восточного факультета ЛГУ в 1962 году Рудольф Алексеевич был рекомендован для преподавательской деятельности и начал работать в новаторской на тот момент области востоковедения — бирманистике, став специалистом в области фонологии тибето-бирманских языков и проблем межъязыковой интерференции. В 1968 году защитил кандидатскую диссертацию «Служебные слова при имени существительном в бирманском языке», а в 1990 году — докторскую диссертацию «Фонологические проблемы древнебирманского языка».
Авторству профессора Янсона принадлежит более семи десятков научных публикаций, среди которых особое место занимает фундаментальная монография «Вопросы фонологии древнебирманского языка» (1990). В период с 1978 по 1983 годы Рудольф Алексеевич Янсон находился на дипломатической службе. В ранге первого секретаря он работал представителем ССОД в Бирме, а впоследствии — советником посольства СССР в этой стране.
На протяжении многих лет Рудольф Алексеевич являлся заместителем декана, исполнял обязанности декана восточного факультета (2012), занимал пост проректора по учебной работе СПбГУ, был председателем учебной комиссии Ученого совета СПбГУ, руководил кафедрой филологии Китая, Кореи и Юго-Восточной Азии, возглавлял кафедру филологии Юго-Восточной Азии СПбГУ.
Заслуги Рудольфа Алексеевича Янсона как ученого, организатора науки и образования, дипломата отмечены присвоением ему звания «Заслуженный работник высшей школы РФ» (1997), благодарностью президента Российской Федерации (2014), званием «Почетный профессор СПбГУ» (2016) и другими наградами.

## Основные работы
- Янсон Р. А. (1972). «К вопросу о происхождении бирманской письменности». IV научная конференция по истории, языкам и культуре ЮВА.
- Янсон Р. А. (1978). «Сочетания хр и рх в древнебирманском языке». Востоковедение 6: 59-65
- Янсон Р. А. (1997). «О некоторых сложных случаях интерпретации графической и фонетической формы санскритско-палийских заимствований в бирманском языке». Востоковедение 19: 58-64.
- Yanson, Rudolf (1994). «Mon and Pali influence on Burmese: How essential was it?» Tradition and Modernity in Myanmar. Münster: LIT.